# 燁星集團
燁星集團控股有限公司（港交所：1941）是地產商鴻坤集團旗下從事物業管理服務的公司，主要業務為在中國大陸提供物業管理服務。
燁星集團的前身是鴻坤物業。2018年8月1日，鴻坤物業在新三板上巿，代號為872889。同年12月19日，鴻坤物業終止在新三板上市。
2020年2月至3月，燁星集團在香港進行公開招股，招股價介乎1.32元至1.58港元，最多集資1.58億港元。李家傑旗下的Successful Lotus Limited為燁星集團的基石投資者，認購2100萬元股份。燁星集團招股公開發售部份獲得1948.62倍超額認購，招股價最終訂在1.56港元。3月13日，燁星集團在香港交易所上巿。

## 外部連結
- 燁星集團 （页面存档备份，存于）